# Clonmellon
Clonmellon város Írországban, Westmeath megyében, Kells és Delvin városok között.

## Látnivalók
- Ballinlough kastély
- Clonmellon piacudvar
- Killua kastély, Clonmellon Westmeath[1]

## Külső hivatkozások
- clonmellon.com
- Locals sign petition for Clonmellon name change[halott link]
- Killua Castle before renovation